# 军事基地

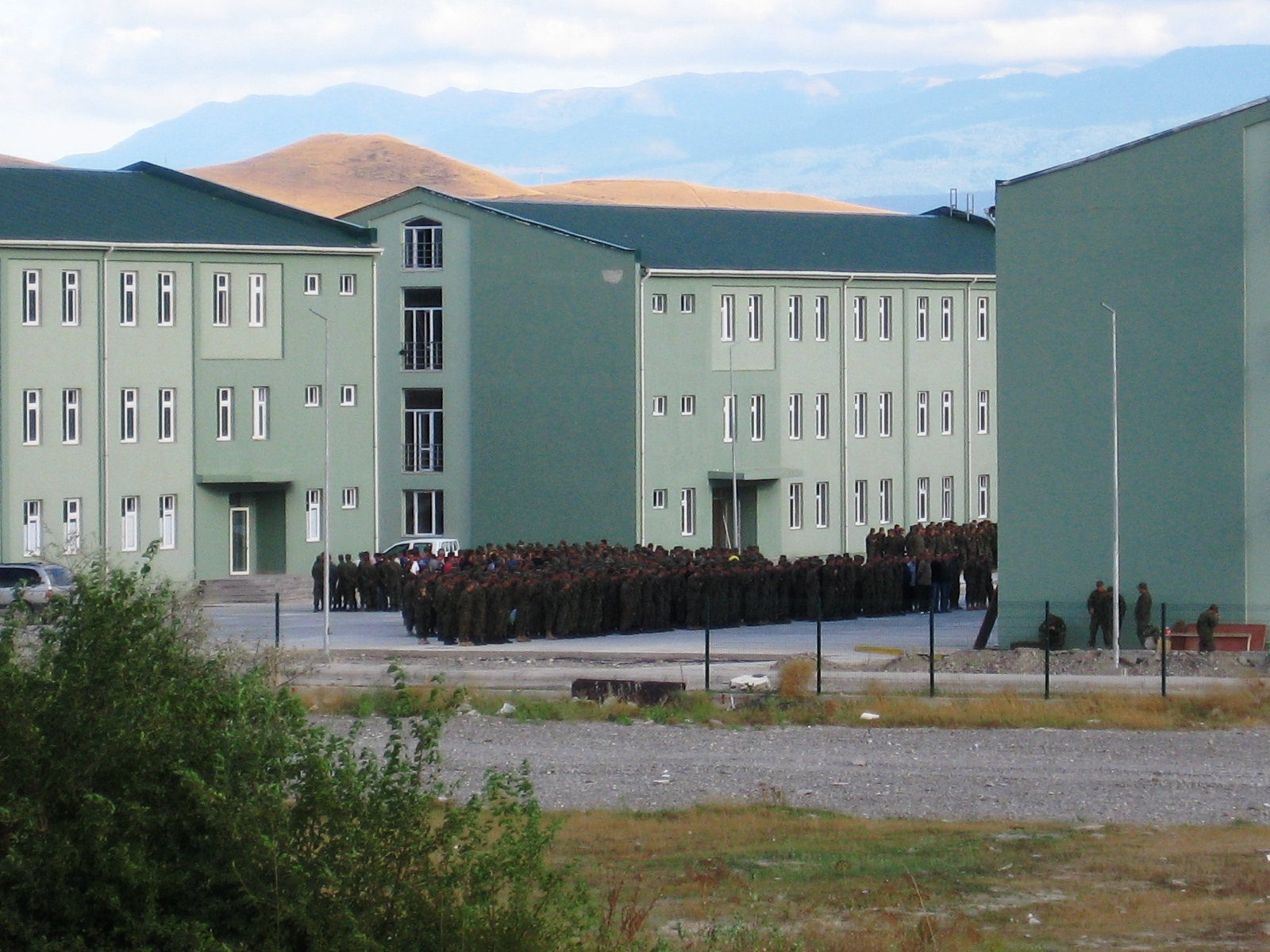
喬治亞軍事基地中的步兵

军事基地是指驻扎一定数量的武装部隊进行特定的军事活动，建有相应的组织机构和设施的地区。它是军队遂行作战、进行训练任务的依托。按军种分，有陆军基地、海军基地、空军基地和飛彈基地等；按地位作用分，有战略基地和战役战术基地。